# Jérôme Razafindrazaka
Jérôme Razafindrazaka (* 15. März 1915 in Andriampamaky, Madagaskar; † 1. August 1992) war ein madagassischer römisch-katholischer Geistlicher und von 1972 bis 1989 Bischof von Tamatave in Madagaskar.

## Leben
Jérôme Razafindrazaka empfing am 25. Juli 1947 das Sakrament der Priesterweihe. Am 25. März 1972 wurde er als erster Madagasse zum Bischof von Tamatave ernannt. Jérôme Louis Kardinal Rakotomalala, der Erzbischof von Antananarivo, spendete ihm am 15. August 1972 die Bischofsweihe; Mitkonsekratoren waren sein Vorgänger Bischof Jules-Joseph Puset SMM und Erzbischof Gilbert Ramanantoanina SJ von Fianarantsoa. Während seiner Amtszeit lud er Missionare aus dem polnischen Zweig der Oblaten der Unbefleckten Jungfrau Maria in seine Diözese ein und bat um die Gründung einer Niederlassung. Am 3. Dezember 1980 wurden die ersten fünf Missionare implementiert. Bischof Razafindrazaka war Mitkonsekrator von Bischof Ferdinand Botsy OFMCap. Am 15. Mai 1989 wurde er Bischof Emeritus von Tamatave 
Jérôme Razafindrazaka starb am 1. August 1992 und wurde in der Krypta der Cathédrale de l’Immaculée Conception d’Andohalo beigesetzt.